# Единая евангелическо-лютеранская церковь России
Единая евангелическо-лютеранская церковь России (ЕЕЛЦР) — одна из лютеранских церквей России.

## Описание
"Единая евангелическо-лютеранская церковь России" была основана в 1991 году пастором Немецкой евангелическо-лютеранской церкви в Советском Союзе Йозефом Баронасом (род. 1957), который был провозглашён суперинтендентом-епископом новой церкви.
Руководству Единой евангелическо-лютеранской церкви России удалось организовать более тридцати общин в различных регионах России: Башкирии, Удмуртии, Приморском крае, Калининграде, Москве, Санкт-Петербурге, Ростовской, Самарской и Ульяновской областях. Центр располагался в Санкт-Петербурге, в церкви св. Екатерины на Васильевском острове.
Целью Йозефа Баронаса было создание российской лютеранской церкви, объединяющей различные национальные общины. Кроме того, в культовую практику вводились некоторые элементы католической обрядности. Руководители церковных общин стали именоваться «отцами», для богослужений использовались особые церковные облачения (талари).
Желание обновить старую лютеранскую церковь в России не встретило поддержки в лютеранских церковных кругах. Церковная организация, созданная Баронасом, не смогла получить признание какой-либо из лютеранских церквей. «Всемирная лютеранская федерация» также не признала Единой евангелическо-лютеранской церкви России.
Непризнание авторитетными лютеранскими организациями, наряду с возникшими материальными трудностями, повлекло за собой переход ряда пасторов и общин церкви к Евангелическо-лютеранской церкви в России, на Украине, в Казахстане и Средней Азии или к Евангелическо-лютеранской церкви Ингрии. В настоящее время Единая евангелическо-лютеранской церковь России распалась.
Евангелическо-лютеранская община св. Екатерины в Санкт-Петербурге вместе с тремя своими пасторами вернулась 30 июня 1996 года в лоно Евангелическо-лютеранской церкви в России, на Украине, в Казахстане и Средней Азии.
Единственным главой ЕЕЛЦР в чине суперинтенданта-пископа в 1991—1996 гг. был её основатель Йозеф Баронас.